# Municipio de Brownsville (Indiana)
El municipio de Brownsville (en inglés: Brownsville Township) es un municipio ubicado en el condado de Union en el estado estadounidense de Indiana. En el año 2010 tenía una población de 845 habitantes y una densidad poblacional de 11,43 personas por km².

## Geografía
El municipio de Brownsville se encuentra ubicado en las coordenadas 39°41′31″N 84°58′43″O / 39.69194, -84.97861. Según la Oficina del Censo de los Estados Unidos, el municipio tiene una superficie total de 73.92 km², de la cual 73,53 km² corresponden a tierra firme y (0,52 %) 0,39 km² es agua.

## Demografía
Según el censo de 2010, había 845 personas residiendo en el municipio de Brownsville. La densidad de población era de 11,43 hab./km². De los 845 habitantes, el municipio de Brownsville estaba compuesto por el 97,16 % blancos, el 0,59 % eran afroamericanos, el 0,59 % eran asiáticos, el 0,12 % eran isleños del Pacífico y el 1,54 % eran de una mezcla de razas. Del total de la población el 0,12 % eran hispanos o latinos de cualquier raza.